# Joug
Pour les articles homonymes, voir Joug (homonymie).

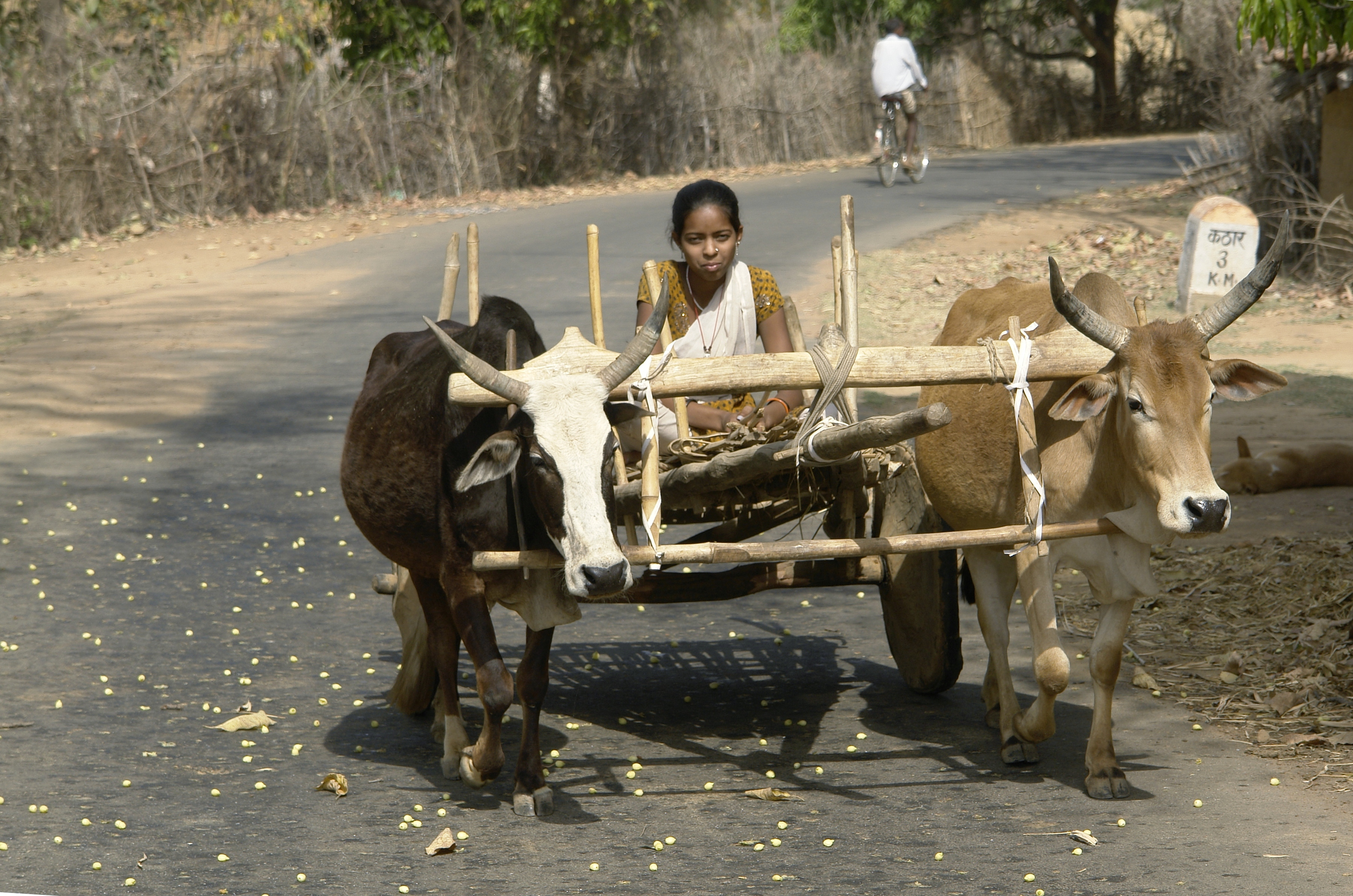
Char à bœufs avec un joug (en Inde).

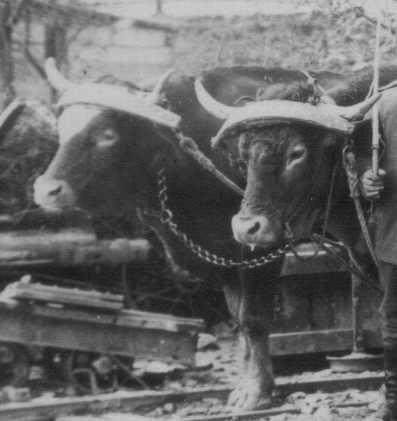
Deux bœufs portant un joug.

Le joug est une pièce de bois permettant d'atteler deux animaux de trait en exploitant au mieux leur force de traction. 
Le joug s'emploie généralement avec des bovins, parfois des chevaux, et se place sur la tête ou sur le garrot. Il est le plus souvent double afin d'atteler ensemble une paire de bœufs pour labourer ou tirer un chariot.
Beaucoup d'outils agricoles sont faits pour être attelés à l'aide d'un joug. On rencontre encore au Moyen-Orient des attelages asymétriques âne-chameau ou âne-vache par exemple quand un paysan est trop pauvre pour posséder deux animaux identiques
Dans certaines régions de France, le joug était surmonté d'un surjoug, parfois richement décoré et muni de cloches (dans le Midi toulousain et le Gers).

## Histoire
À priori, les premières traces de ce type d'attelage seraient attestées en Mésopotamie et en Égypte entre 3500 AC et 3000 AC et également au Proche-Orient, mais plus spécifiquement, le joug de cornes limité aux seuls animaux à cornes (bœufs, buffles, zébus). Dans la mythologie grecque, Athéna enseigna aux Hommes l'art de fabriquer et d'utiliser les jougs.

### En France
Le joug devient courant à partir des XIe et XIIe siècles.
L'utilisation du joug aux XVIIe et XVIIIe siècles est généralisée sur l'ensemble du territoire français, hormis quelques régions situées au nord de la Loire (Bassin parisien, Normandie, Nord) qui utilisent déjà les chevaux de trait. Les progrès dans les techniques d'élevage permettent l'amélioration des caractéristiques de ces chevaux, contribuant ainsi à leur diffusion, toujours au détriment de la traction bovine.
L'utilisation du joug s'amenuise progressivement suivant les régions et les moyens financiers des exploitants du milieu du XIXe siècle jusqu'aux années 1930 (au profit des équidés). Son utilisation est réactivée temporairement pendant la Première Guerre mondiale face à la pénurie de chevaux de trait. Il devient un outil marginal entre 1950 et 1960 avec l'arrivée massive des tracteurs dans les campagnes (disparition de la traction animale de manière générale).
Les rares productions et/ou utilisations actuelles relèvent surtout du patrimoine ou de l'activité touristique bien que de plus en plus de micro-exploitations reviennent à son utilisation pour des raisons économiques ou écologiques.

### Dans le monde

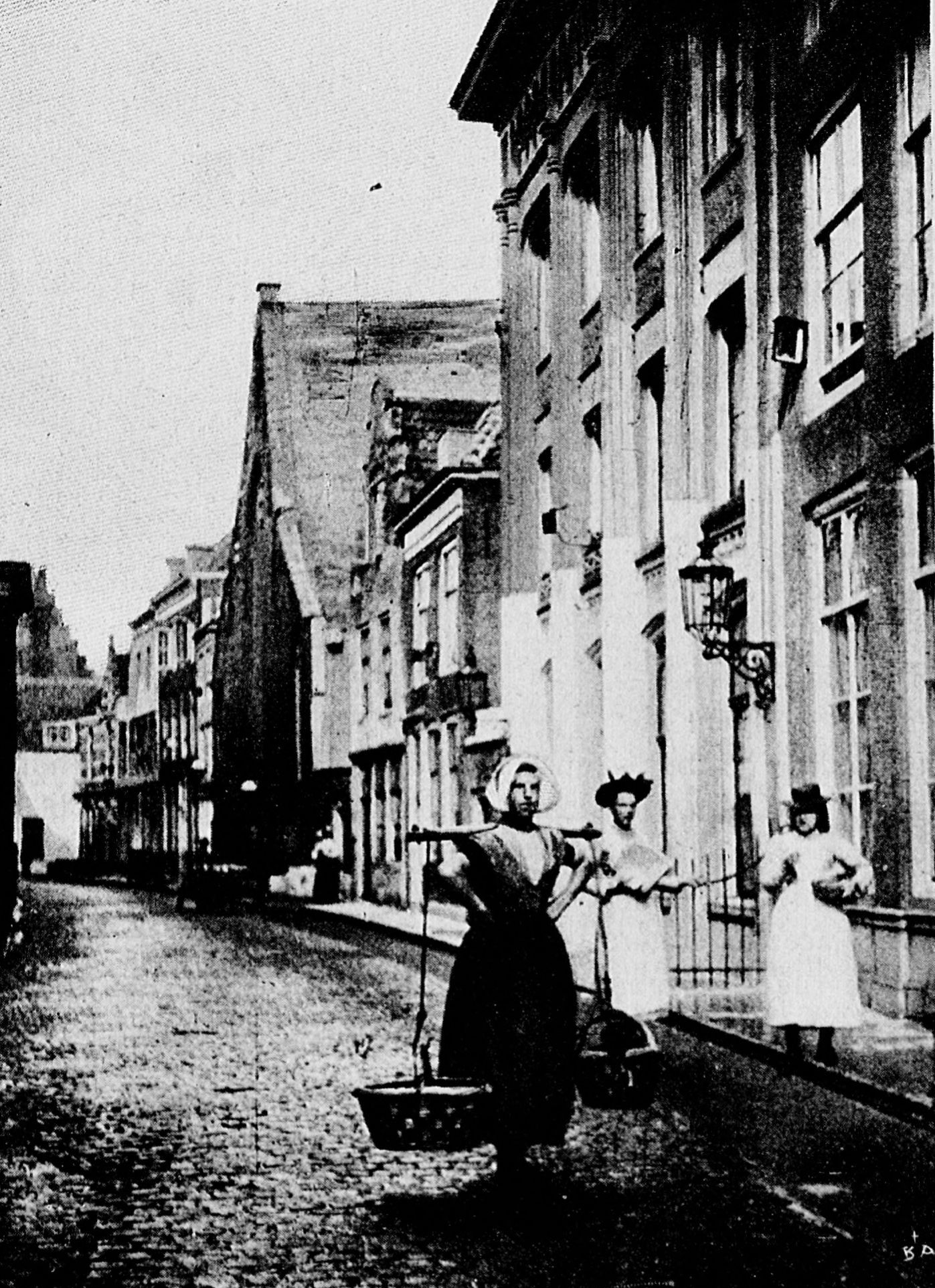
Jeune fille hollandaise (photographie de Ludovic-Georges Hamon).

Le joug est encore utilisé dans certains pays.

## Typologie
Il peut être en érable, tilleul, orme, hêtre ou encore frêne. Il existe différents types de jougs en fonction de l'usage qui en est fait. Certains jougs sont composés de deux parties réunies par une cheville, on peut donc séparer les deux bêtes sans avoir à les dételer complètement.

### Joug de corne
Le joug de corne est aussi appelé joug de tête.
Il peut être positionné sur la nuque (joug de nuque) ou derrière les cornes. Il est exclusivement utilisé avec les animaux à cornes (bœufs, buffles, petits ruminants...).
La plupart du temps, il est constitué d'une grande barre de bois transversale, généralement monoxyle. Deux encoches arrondies permettent le positionnement des animaux : un joug est la plupart du temps adapté spécifiquement pour une bête (adaptation du joug à la morphologie de l'animal). Des sangles de cuir permettent de maintenir le joug en position par rapport aux cornes de l'animal. La partie centrale du joug permet d'attacher l'élément à tracter (traineau ou char à roues, araire, traineau à dépiquer...).
La fixation peut se faire également de différentes manières :
- ouverture circulaire au centre du joug ;
- anneau suspendu au joug ;
- trou pour loger une attelle.

Le jouguet désigne un joug à une seule tête. Il est utilisé alors avec un attelage de type brancard.

### Joug de garrot
Le joug de garrot, également connu sous le nom de joug d'épaule, est conçu pour s’adapter aux bovins, qu’ils aient une bosse sur le garrot ou non. Même si les jougs de garrot étaient occasionnellement utilisés chez les équidés ou les petits ruminants, l’utilisation plus commune du joug est traditionnellement associée aux bovins. Jusqu'au Haut Moyen-âge, les bovins attelés à un joug étaient les seuls capables d'effectuer de gros travaux de traction. L'une des raisons en est que le collier utilisé par les bovins pour les travaux de traction lourds n'était pas encore répandu ou n'avait pas encore été inventé. 
Il est généralement constitué d’une pièce de bois accompagnée d’arceaux ou de staves, passant de chaque côté de l’encolure de l’animal. Ceux-ci sont maintenus par des cordes, des lanières de cuir…

### Joug frontal
Le joug frontal est un type de joug utilisé pour atteler principalement les bovins par la tête (joug de front). Il est conçu pour répartir la force de traction sur une surface plus large du crâne. Ce type de joug se fixe sur leurs cornes. Il est généralement en bois, parfois renforcé de métal, et peut être ajusté pour s’adapter à la taille et à la forme de la tête des animaux. Certains modèles incluent des coussinets pour améliorer le confort des animaux.
La version en “paire” de ce système a complètement disparu pour des raisons de confort des animaux. la grande instabilité et résonance des chocs, ont conduit petit à petit à son abandon. Aujourd’hui, la seule trace qui nous reste de ce joug est sa forme simple.  
Il est aussi relativement simple à fabriquer et à utiliser.

## Utilisation

### Les éléments[6]
- Amblet (suivant régions) : anneau unissant le joug au timon. Pièce supportant toute la tension lors de la traction[7] ;
- atteloire (ou attelloire) : tige ou cheville bloquant le timon dans le joug[8] ;
- court-bouton (ou courbeton) : cheville de bois ou de métal qui maintient le joug au timon ou le joug à l'amblet[9] ;
- chapeau ou coussinet : pièce rembourrée permettant de ne pas blesser l'animal lors de la traction ;
- coiffe ou têtière : berceau dans le joug, partie en contact avec l'animal ;
- jointures : lanières de cuir pour fixer le joug aux cornes de l'animal.

Le joug peut, en effet, soit avoir un orifice central recevant le timon, soit présenter un anneau de corde ou bois (l'amblet) attaché au joug lui-même.

## Décorations
Le corps en bois du joug est parfois décoré par taille dans le bois (sur le modèle des bâtons de berger).
Dans quelques rares zones géographiques (Gers, vallées garonnaises, vallée de Lourdes)…, le joug est surmonté d'un surjoug ou clocher de joug. C'est un objet en bois tourné, de forme allongée, sculpté et travaillé à la main, placé au centre et au-dessus du joug. Sa fonction était d'équilibrer et d'optimiser la position de l'animal, elle était aussi décorative et distinguait le propriétaire de l'attelage.

## Sens figuré
Joug se dit aussi d'une relation de domination vécue entre personnes. C'est la définition 3 du Larousse : « Chez les Romains, javelot attaché horizontalement sur deux autres fichés en terre, et sous lequel le vainqueur faisait passer, en signe de soumission, les chefs et les soldats de l'armée vaincue » (appelées aussi fourches caudines). Un autre exemple existe avec le joug d'expiation du Tigillum Sororium lié au combat des Horaces et des Curiaces et au meurtre de sa sœur par Horace.
Mais dans l'Évangile, Jésus dit : « Chargez-vous de mon joug et mettez-vous à mon école, car Je suis doux et humble de cœur, et vous trouverez soulagement pour vos âmes. Oui, mon joug est aisé et mon fardeau léger. » (Mt 11,28-30). On interprète souvent de nos jours cette phrase comme un appel à une forme de soumission, alors que, de son temps, dans une société agricole, tout le monde comprenait que c'était une proposition de partage de nos taches et de nos fardeaux. C'est ainsi qu'on peut donc entendre le mot « conjugal », dérivé de joug : un appel à partager, en couple, les joies et les peines.

## Galerie

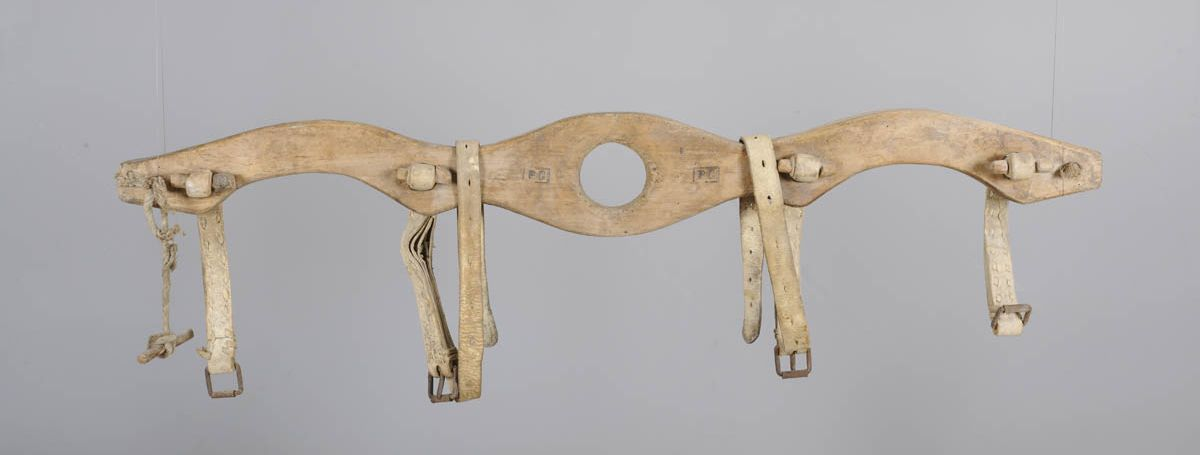
Collection des musées départementaux de la Haute-Saône.
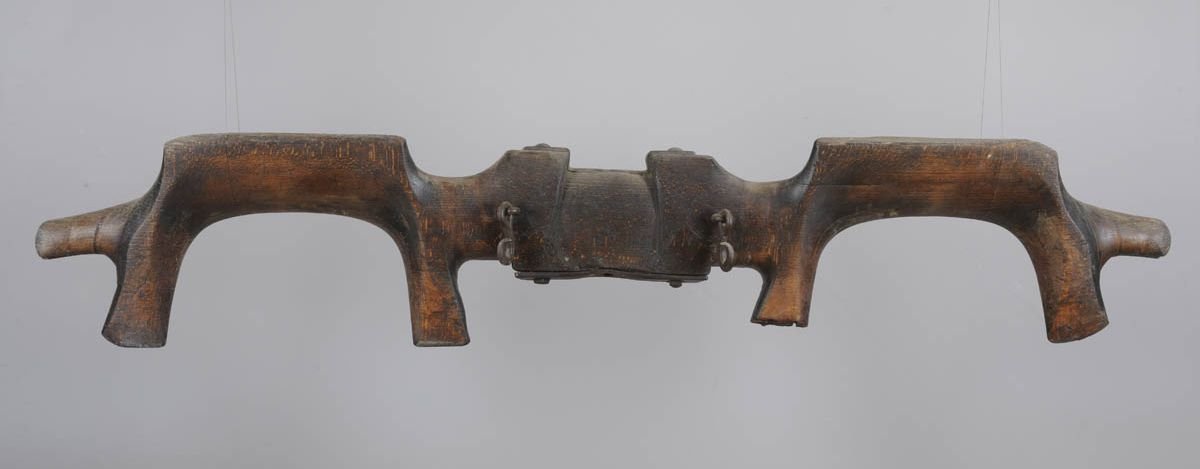
Collection des musées départementaux de la Haute-Saône.
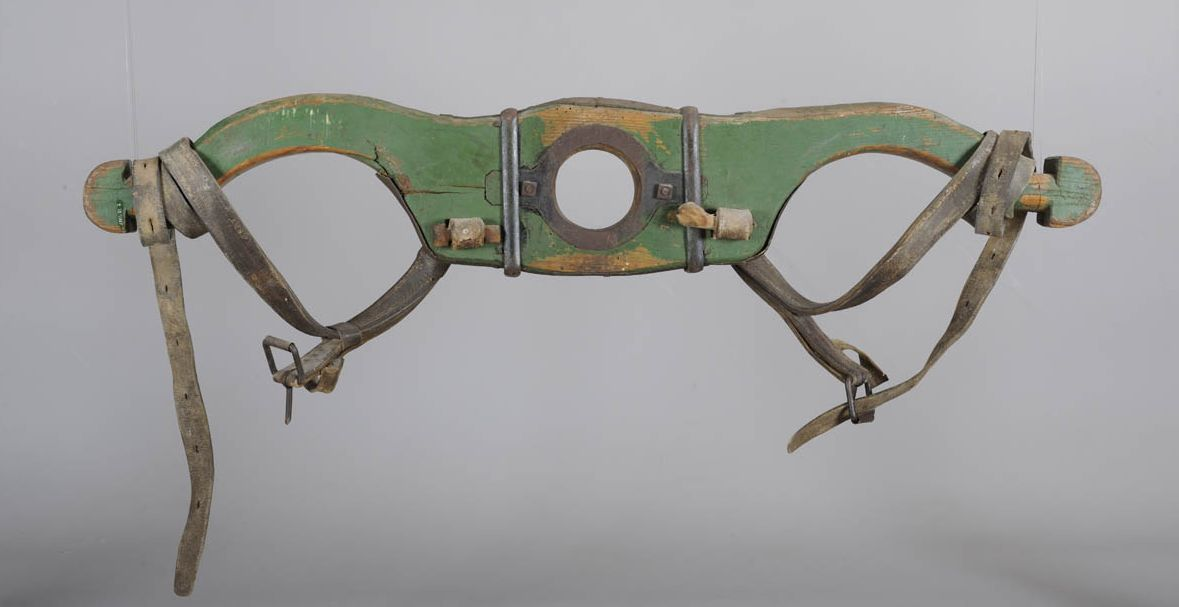
Collection des musées départementaux de la Haute-Saône.
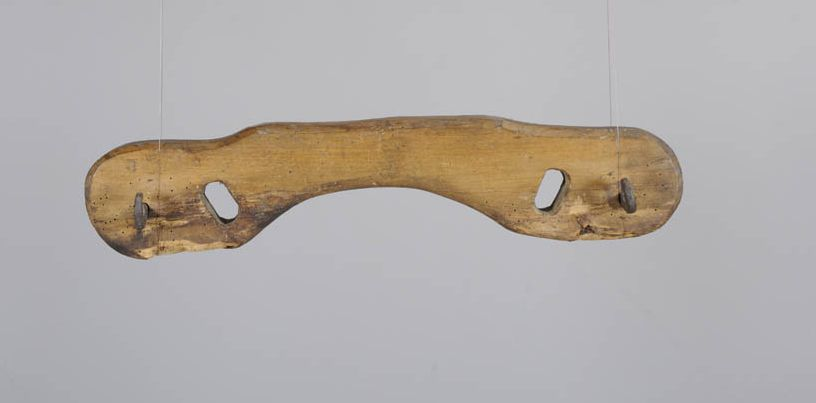
Jouguet, collection des musées départementaux de la Haute-Saône.
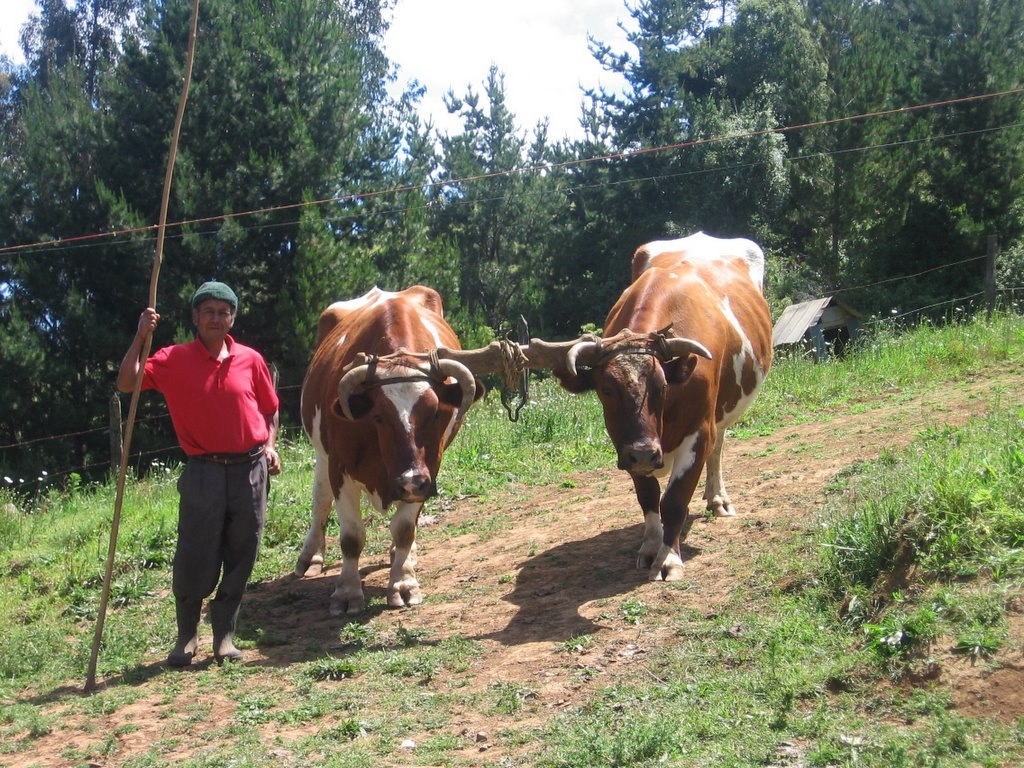
Un joug en usage au Chili.